# زولتان بيتر
زولتان بيتر (بالمجرية: Péter Zoltán)‏ (23 مارس 1958 في المجر - ) هو مدرب كرة قدم ولاعب كرة قدم مجري في مركز الدفاع، شارك في كأس العالم 1986. وشارك مع منتخب المجر لكرة القدم. أما مع النوادي، فقد لعب مع زالايغيرزيغي تورنا إغيليت وفيرست فيينا.

## وصلات خارجية
- زولتان بيتر على موقع الاتحاد الدولي (مؤرشف)  (الإنجليزية)
- زولتان بيتر على موقع الاتحاد الأوربي (الإنجليزية)
- زولتان بيتر على موقع قاعدة بيانات كرة القدم.إي يو (الإنجليزية)
- زولتان بيتر على موقع ناشيونال فوتبول تيمز (الإنجليزية)
- زولتان بيتر على موقع عالم كرة القدم.نت (الإنجليزية)